# Nakalipithecus
Nakalipithecus nakayamai là một loài vượn thời tiền sử sống ở Kenya thời hiện đại vào đầu thời kỳ thế Miocen muộn, 10 triệu năm trước (mya). Đây là loài điển hình thuộc chi mới Nakalipithecus.